# Riserva naturale Palazzo
La riserva naturale Palazzo è un'area naturale protetta della regione Toscana istituita nel 1980.
Occupa una superficie di 281,59 ha nella provincia di Siena.